# Gilles Brassard
Gilles Brassard (Montréal, 20 aprile 1955) è un informatico canadese.
È membro della facoltà dell'Università di Montréal, dove è professore ordinario dal 1988 e ha il titolo di Canada Research Chair dal 2001.
Brassard conseguì un dottorato di ricerca in informatica alla Cornell University nel 1979, lavorando nel campo della crittografia con John Hopcroft come suo relatore.

## Ricerca
Brassard è noto per il suo lavoro in crittografia quantistica, nel teletrasporto quantistico, nella distillazione dell'entanglement quantistico, nella pseudo-telepatia quantistica e nella simulazione classica dell'entanglement quantistico. Alcuni di questi concetti sono stati implementati in laboratorio.
Nel 1984, insieme a Charles H. Bennett, ha inventato il protocollo BB84 per la crittografia quantistica. In seguito ha esteso questo lavoro per includere il protocollo di correzione degli errori Cascade, che effettua in maniera efficiente il rilevamento e la correzione del rumore causato dall'intercettazione di segnali crittografici quantistici.

## Riconoscimenti
Brassard è stato il caporedattore della rivista Journal of Cryptology dal 1991 al 1998. Nel 2000, vinse il Prix Marie-Victorin, il massimo riconoscimento scientifico conferito dal governo del Québec. Nel 2006 fu il primo canadese ad essere eletto come Fellow dell'International Association for Cryptologic Research nel 2006, In giugno 2010, fu premiato con la Gerhard Herzberg Canada Gold Medal, il premio scientifico più importante del Canada. Nel 2013 Brassard fu eletto Fellow della Royal Society of Canada e della Royal Society of London. Il testo che accompagna la nomina recita:
Il 30 dicembre 2013 il governatore generale del Canada, l'onorevole David Johnston, ha annunciato che Gilles Brassard è stato nominato ufficiale dell'Ordine del Canada. Nel 2018 ha ricevuto il premio Wolf per la fisica e nel 2019 il BBVA Foundation Frontiers of Knowledge Award in Basic Sciences, nonché il Micius Quantum Prize.